# Préfecture de police de Nijni Novgorod
La préfecture de police de Nijni-Novgorod, nom officiel du département principal du ministère de l'Intérieur dans l'oblast de Nijni-Novgorod, est un organe territorial du pouvoir exécutif à Nijni Novgorod et l'oblast de Nijni Novgorod, qui fait partie du système de police et des organes des affaires internes de la fédération de Russie.

## Tâches principales
- assurer la protection des droits et libertés des citoyens de la fédération de Russie, des citoyens étrangers et des apatrides, lutter contre la criminalité, protéger l'ordre public et les biens publics, assurer la sécurité publique sur le territoire de l'oblast de Nijni Novgorod;
- la gestion des organes et organisations subordonnés;
- mise en œuvre de la protection sociale et juridique des employés des organes des affaires internes, des fonctionnaires de l'État fédéral du système du ministère de l'intérieur de la Russie et des employés de la direction principale, des organes et organisations subordonnés, de la protection sociale des membres de la famille de ces employés, les domestiques et les employés, ainsi que les citoyens licenciés du service des affaires intérieures et du service militaire des troupes internes du ministère de l'intérieur de la Russie.

## Incidents

### Auto-immolation d'Irina Slavina

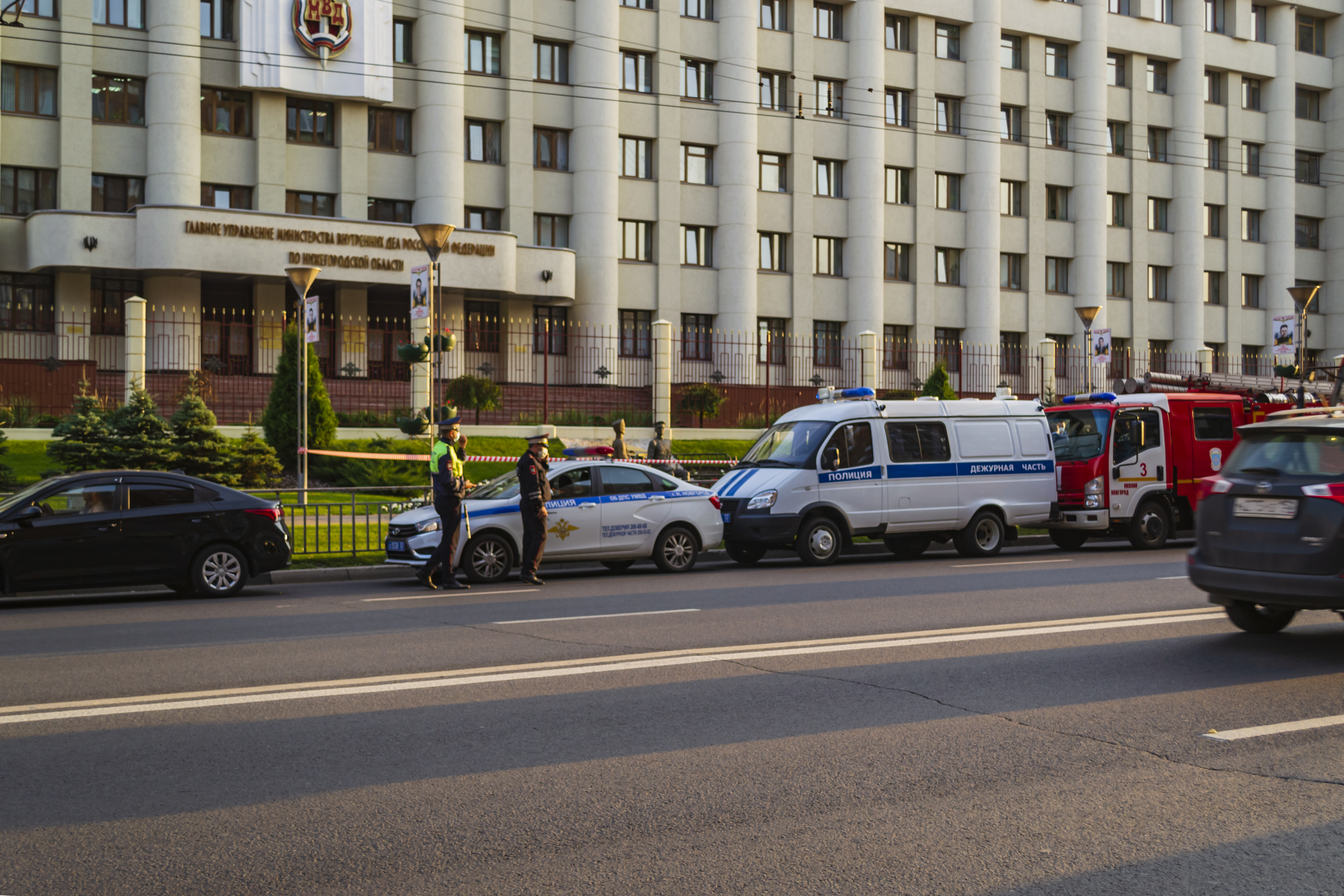
Véhicules d'urgence et police près du bâtiment de la direction principale du ministère de l'intérieur de la Russie pour l'oblast de Nijni-Novgorod

Dans l'après-midi du 2 octobre 2020, la journaliste de l'opposition et militante Irina Slavina a commis un acte d'auto-immolation près du bâtiment du département principal du ministère de l'Intérieur dans l'oblast de Nijni-Novgorod (en face de la station de métro Gorkovskaïa). Elle l'a fait pour protester contre les actions de la police de Nijni-Novgorod, qui a fouillé ses associés dans l'affaire « Russie ouverte ». Irina elle-même y a agi en tant que témoin et n'a jamais fait l'objet de poursuites pénales. Elle a elle-même écrit sur sa page Facebook : « Je vous demande de blâmer la fédération de Russie pour ma mort »
Irina se prépare depuis longtemps à cette étape, comme en témoigne sa publication du 20 juin 2019 sur sa page Facebook. « Fait intéressant, si j'organise un acte d'auto-immolation près de l'entrée du FSB (ou du bureau du procureur de la ville, je ne sais pas encore), est-ce que cela rapprochera au moins notre État d'un avenir radieux, ou mon sacrifice n'aura-t-il aucun sens? Je pense qu'il vaut mieux mourir comme ma grand-mère d'un cancer à 52 ans. »